# Lennox (Schottland)
Koordinaten: 55° 58′ 26,4″ N, 4° 12′ 21,6″ W
Der Distrikt Lennox (gäl. Leamhnachd), auch bekannt als „the Lennox“, ist eine Region Schottlands, die Lennoxtown in East Dunbartonshire umgibt, das acht Meilen nördlich von Glasgow liegt. Zu verschiedenen Zeitpunkten in der Geschichte des Lennox war der Distrikt sowohl Herzogtum als auch Grafschaft.